# Jörgen Westman
Jörgen Red Westman, född 21 februari 1966, är en svensk musiker.
Han är mannen bakom power-pop-punk-surf-happy-metal-bandet Psychotic Youth som sedan starten 1985 har släppt ett otal album världen över. Mellan 2003 och 2008 spelade Jörgen i Göteborgsbaserade rock'n'roll/rockabilly trion The Buckshots som släppte fyra officiella och ett inofficiellt album. Sedan 2008 spelar Jörgen i Red West & Hot Rhythm. Red West & Hot Rhythm har släppt 5 album och ett digitalt album på hans eget skivbolag Red West Production (www.redwestproduction.com). Psychotic Youth tog en paus mellan 1999 och 2015 (förutom några återföreningsspelningar). Sedan 2015 har de släppt ett antal album och EP-skivor på den egna etiketten Red West Production samt den japanska etiketten Waterslide.
Jörgen är uppvuxen i byn Nyadal, strax utanför Kramfors i Ångermanland, där även Psychotic Youth startade och han bor sedan 2006 i Kortedala, Göteborg. 